# Miami Open 2019
Miami Open 2019 (còn được biết đến với Miami Open presented by Itaú 2019) là một giải quần vợt chuyên nghiệp nam và nữ thi đấu trên mặt sân cứng ngoài trời, diễn ra từ ngày 18 và kết thúc vào ngày 31 tháng 3 năm 2019. Đây là lần thứ 35 giải đấu Miami Masters được tổ chức, là một phần của Masters 1000 của ATP Tour 2019, và là một phần của Premier Mandatory của WTA Tour 2019. Đây là lần đầu tiên giải đấu được diễn ra tại Sân vận động Hard Rock ở Miami Gardens, Florida, Hoa Kỳ.

## Điểm và tiền thưởng

### Phân phối điểm
| Sự kiện | VĐ   | CK  | BK  | TK  | Vòng 1/16 | Vòng 1/32 | Vòng 1/64 | Vòng 1/128 | Q  | Q2 | Q1 |
| Đơn nam | 1000 | 600 | 360 | 180 | 90        | 45        | 25*       | 10         | 16 | 8  | 0  |
| Đôi nam | 1000 | 600 | 360 | 180 | 90        | 0         | —         | —          | —  | —  | —  |
| Đơn nữ  | 1000 | 650 | 390 | 215 | 120       | 65        | 35*       | 10         | 30 | 20 | 2  |
| Đôi nữ  | 1000 | 650 | 390 | 215 | 120       | 10        | —         | —          | —  | —  | —  |

* Tay vợt được miễn sẽ nhận điểm vòng 1.

### Tiền thưởng
| Sự kiện | VĐ         | CK       | BK       | TK       | Vòng 1/16 | Vòng 1/32 | Vòng 1/64 | Vòng 1/128 | Q2     | Q1     |
| Đơn nam | $1,354,010 | $686,000 | $354,000 | $182,000 | $91,205   | $48,775   | $26,430   | $16,425    | $6,790 | $3,395 |
| Đơn nữ  | $1,354,010 | $686,000 | $354,000 | $182,000 | $91,205   | $48,775   | $26,430   | $16,425    | $6,790 | $3,395 |
| Đôi nam | $457,290   | $223,170 | $111,170 | $57,000  | $30,060   | $16,090   | —         | —          | —      | —      |
| Đôi nữ  | $457,290   | $223,170 | $111,170 | $57,000  | $30,060   | $16,090   | —         | —          | —      | —      |

## Nội dung đơn ATP

### Hạt giống
Dưới đây là các tay vợt được xếp loại hạt giống. Xếp hạng và hạt giống dựa trên bảng xếp hạng ATP vào ngày 18 tháng 3 năm 2019.
| Hạt giống | Xếp hạng | Tay vợt               | Điểm trước thi đấu | Điểm bảo vệ | Điểm giành được | Điểm sau thi đấu | Thực trạng                                      |
| --------- | -------- | --------------------- | ------------------ | ----------- | --------------- | ---------------- | ----------------------------------------------- |
| 1         | 1        | Novak Djokovic        | 10,990             | 10          | 90              | 11,070           | Fourth round lost to Roberto Bautista Agut [22] |
| 2         | 3        | Alexander Zverev      | 6,630              | 600         | 10              | 6,040            | Second round lost to David Ferrer [WC]          |
| 3         | 4        | Dominic Thiem         | 4,755              | 0           | 10              | 4,765            | Second round lost to Hubert Hurkacz             |
| 4         | 5        | Roger Federer         | 4,600              | 10          | 1000            | 5,590            | Champion, defeated John Isner [7]               |
| 5         | 6        | Kei Nishikori         | 4,235              | 45          | 10              | 4,200            | Second round lost to Dušan Lajović              |
| 6         | 7        | Kevin Anderson        | 4,115              | 180         | 180             | 4,115            | Quarterfinals lost to Roger Federer [4]         |
| 7         | 9        | John Isner            | 3,485              | 1,000       | 600             | 3,085            | Runner-up, lost to Roger Federer [4]            |
| 8         | 10       | Stefanos Tsitsipas    | 3,160              | 10          | 90              | 3,240            | Fourth round lost to Denis Shapovalov [20]      |
| 9         | 11       | Marin Čilić           | 3,095              | 90          | 10              | 3,015            | Second round lost to Andrey Rublev [Q]          |
| 10        | 12       | Karen Khachanov       | 2,845              | 45          | 10              | 2,810            | Second round lost to Jordan Thompson            |
| 11        | 13       | Borna Ćorić           | 2,345              | 180         | 180             | 2,345            | Quarterfinals lost to Félix Auger-Aliassime [Q] |
| 12        | 14       | Milos Raonic          | 2,275              | 180         | 45              | 2,140            | Third round lost to Kyle Edmund [19]            |
| 13        | 15       | Daniil Medvedev       | 2,230              | 25          | 90              | 2,295            | Fourth round lost to Roger Federer [4]          |
| 14        | 16       | Marco Cecchinato      | 2,021              | (45)†       | 45              | 2,021            | Third round lost to David Goffin [18]           |
| 15        | 17       | Fabio Fognini         | 1,885              | 45          | 45              | 1,885            | Third round lost to Roberto Bautista Agut [22]  |
| 16        | 18       | Gaël Monfils          | 1,875              | 0           | 0               | 1,875            | Withdrew due to left Achilles tendon injury     |
| 17        | 19       | Nikoloz Basilashvili  | 1,865              | 25          | 90              | 1,930            | Fourth round lost to Félix Auger-Aliassime [Q]  |
| 18        | 20       | David Goffin          | 1,685              | 10          | 90              | 1,765            | Fourth round lost to Frances Tiafoe [28]        |
| 19        | 22       | Kyle Edmund           | 1,600              | 10          | 90              | 1,680            | Fourth round lost to John Isner [7]             |
| 20        | 23       | Denis Shapovalov      | 1,550              | 90          | 360             | 1,820            | Semifinals vs. Roger Federer [4]                |
| 21        | 24       | Diego Schwartzman     | 1,520              | 45          | 10              | 1,485            | Second round lost to Reilly Opelka [Q]          |
| 22        | 25       | Roberto Bautista Agut | 1,510              | 10          | 180             | 1,680            | Quarterfinals lost to John Isner [7]            |
| 23        | 27       | Gilles Simon          | 1,340              | 10          | 10              | 1,340            | Second round lost to Jérémy Chardy              |
| 24        | 29       | Grigor Dimitrov       | 1,300              | 45          | 45              | 1,300            | Third round lost to Jordan Thompson             |
| 25        | 30       | Lucas Pouille         | 1,265              | 0           | 10              | 1,275            | Second round lost to Albert Ramos Viñolas       |
| 26        | 32       | Guido Pella           | 1,240              | 10          | 10              | 1,240            | Second round lost to Leonardo Mayer             |
| 27        | 33       | Nick Kyrgios          | 1,215              | 90          | 90              | 1,215            | Fourth round lost to Borna Ćorić [11]           |
| 28        | 34       | Frances Tiafoe        | 1,200              | 90          | 180             | 1,290            | Quarterfinals lost to Denis Shapovalov [20]     |
| 29        | 36       | Márton Fucsovics      | 1,180              | 10          | 10              | 1,180            | Second round lost to Félix Auger-Aliassime [Q]  |
| 30        | 37       | Stan Wawrinka         | 1,175              | 0           | 10              | 1,185            | Second round lost to Filip Krajinović           |
| 31        | 38       | Steve Johnson         | 1,160              | 45          | 10              | 1,125            | Second round lost to João Sousa                 |
| 32        | 39       | John Millman          | 1,126              | 41          | 10              | 1,095            | Second round lost to Federico Delbonis          |

† Tay vợt không vược qua vòng loại ở giải đấu năm 2018. Thay vào đó, điểm tốt nhất của lần 18 sẽ được thay thế vào.

### Tay vợt rút lui khỏi giải đấu
Những tay vợt dưới đây sẽ được xếp loại hạt giống, nhưng đã rút lui khỏi giải đấu.
| Xếp hạng | Tay vợt               | Điểm trước | Điểm bảo vệ | Điểm sau | Lý do                    |
| -------- | --------------------- | ---------- | ----------- | -------- | ------------------------ |
| 2        | Rafael Nadal          | 8,725      | 0           | 8,725    | Chấn thương đầu gối phải |
| 8        | Juan Martín del Potro | 3,585      | 360         | 3,225    | Chấn thương đầu gối      |
| 21       | Pablo Carreño Busta   | 1,615      | 360         | 1,255    | Chấn thương vai          |
| 26       | Alex de Minaur        | 1,493      | 26          | 1,467    | Bệnh                     |
| 28       | Richard Gasquet       | 1,340      | 10          | 1,375†   | Chấn thương háng         |
| 31       | Laslo Đere            | 1,246      | 0           | 1,246‡   |                          |
| 35       | Fernando Verdasco     | 1,200      | 90          | 1,155†   | Lý do cá nhân            |

† The player is entitled to use an exemption to skip the tournament and substitute his 18th best result (45 points in each case) in its stead.

‡ The player did not qualify for the main draw based on his ranking at the entry cutoff date and only withdrew from the alternates list. Accordingly, no points are deducted for the withdrawal.

### Vận động viên khác
Đặc cách:
- Christopher Eubanks
- David Ferrer
- Miomir Kecmanović
- Nicola Kuhn
- Tseng Chun-hsin

Bảo toàn thứ hạng:
- Janko Tipsarević

Vượt qua vòng loại:
- Radu Albot
- Félix Auger-Aliassime
- Alexander Bublik
- Pablo Cuevas
- Prajnesh Gunneswaran
- Lukáš Lacko
- Thiago Monteiro
- Reilly Opelka
- Andrey Rublev
- Casper Ruud
- Lorenzo Sonego
- Mikael Ymer

Thua cuộc may mắn:
- Dan Evans
- Lloyd Harris
- Mackenzie McDonald

### Rút lui
Trước giải đấu
- Tomáš Berdych → thay thế bởi  Dan Evans
- Pablo Carreño Busta → thay thế bởi  Ernests Gulbis
- Chung Hyeon → thay thế bởi  Mackenzie McDonald
- Alex de Minaur → thay thế bởi  Jaume Munar
- Juan Martín del Potro → thay thế bởi  Janko Tipsarević
- Richard Gasquet → thay thế bởi  Ilya Ivashka
- Philipp Kohlschreiber → thay thế bởi  Bernard Tomic
- Gaël Monfils → thay thế bởi  Lloyd Harris
- Rafael Nadal[6]  → thay thế bởi  Ugo Humbert
- Yoshihito Nishioka → thay thế bởi  Thomas Fabbiano
- Andreas Seppi → thay thế bởi  Pablo Andújar
- Fernando Verdasco → thay thế bởi  Bradley Klahn

Trong giải đấu
- Damir Džumhur
- Maximilian Marterer

### Bỏ cuộc
- Matthew Ebden
- Nicola Kuhn

## Nội dung đôi ATP

### Hạt giống
| Quốc gia | Tay vợt              | Quốc gia | Tay vợt       | Xếp hạng1 | Hạt giống |
| -------- | -------------------- | -------- | ------------- | --------- | --------- |
| POL      | Łukasz Kubot         | BRA      | Marcelo Melo  | 12        | 1         |
| GBR      | Jamie Murray         | BRA      | Bruno Soares  | 17        | 2         |
| Hoa Kỳ   | Bob Bryan            | Hoa Kỳ   | Mike Bryan    | 19        | 3         |
| COL      | Juan Sebastián Cabal | COL      | Robert Farah  | 20        | 4         |
| AUT      | Oliver Marach        | CRO      | Mate Pavić    | 25        | 5         |
| RSA      | Raven Klaasen        | NZL      | Michael Venus | 28        | 6         |
| ESP      | Marcel Granollers    | CRO      | Nikola Mektić | 31        | 7         |
| FIN      | Henri Kontinen       | AUS      | John Peers    | 33        | 8         |

- 1 Bảng xếp hạng vào ngày 18 tháng 3 năm 2019.

### Vận động viên khác
Đặc cách:
- Marcelo Demoliner /  Miomir Kecmanović
- Taylor Fritz /  Nick Kyrgios
- Mackenzie McDonald /  Reilly Opelka

## Nội dung đơn WTA

### Hạt giống
Dưới đây là các tay vợt được xếp loại hạt giống. Xếp hạng và hạt giống dựa trên bảng xếp hạng ATP vào ngày 4 tháng 3 năm 2019. Xếp hạng và điểm trước thi đấu vào ngày 18 tháng 3 năm 2019.
| Hạt giống | Xếp hạng | Tay vợt                  | Điểm trước thi đấu | Điểm bảo vệ | Điểm giành được | Điểm sau thi đấu | Thực trạng                                 |
| --------- | -------- | ------------------------ | ------------------ | ----------- | --------------- | ---------------- | ------------------------------------------ |
| 1         | 1        | Naomi Osaka              | 5,991              | 35          | 65              | 6,021            | Third round lost to Hsieh Su-wei [27]      |
| 2         | 3        | Simona Halep             | 5,457              | 65          | 390             | 5,782            | Semifinals lost to Karolína Plíšková [5]   |
| 3         | 2        | Petra Kvitová            | 5,550              | 120         | 215             | 5,645            | Quarterfinals lost to Ashleigh Barty [12]  |
| 4         | 6        | Sloane Stephens          | 5,222              | 1,000       | 65              | 4,287            | Third round lost to Tatjana Maria          |
| 5         | 7        | Karolína Plíšková        | 5,145              | 215         | 650             | 5,580            | Runner-up, lost to Ashleigh Barty [12]     |
| 6         | 5        | Elina Svitolina          | 5,225              | 215         | 10              | 5,020            | Second round lost to Wang Yafan            |
| 7         | 8        | Kiki Bertens             | 4,995              | 65          | 120             | 5,050            | Fourth round lost to Ashleigh Barty [12]   |
| 8         | 4        | Angelique Kerber         | 5,315              | 215         | 65              | 5,165            | Third round lost to Bianca Andreescu       |
| 9         | 9        | Aryna Sabalenka          | 3,620              | 35          | 10              | 3,595            | Second round lost to Ajla Tomljanović      |
| 10        | 10       | Serena Williams          | 3,406              | 10          | 65              | 3,461            | Third round withdrew due to knee injury    |
| 11        | 12       | Anastasija Sevastova     | 3,270              | 65          | 65              | 3,270            | Third round lost to Yulia Putintseva       |
| 12        | 11       | Ashleigh Barty           | 3,395              | 120         | 1000            | 4,275            | Champion, defeated Karolína Plíšková [5]   |
| 13        | 13       | Caroline Wozniacki       | 3,007              | 10          | 120             | 3,117            | Fourth round lost to Hsieh Su-wei [27]     |
| 14        | 22       | Daria Kasatkina          | 2,345              | 10          | 65              | 2,400            | Third round lost to Venus Williams         |
| 15        | 15       | Julia Görges             | 2,780              | 10          | 65              | 2,835            | Third round lost to Caroline Garcia [19]   |
| 16        | 14       | Elise Mertens            | 2,800              | 65          | 65              | 2,800            | Third round lost to Markéta Vondroušová    |
| 17        | 16       | Madison Keys             | 2,726              | 10          | 10              | 2,726            | Second round lost to Samantha Stosur       |
| 18        | 18       | Wang Qiang               | 2,607              | 10          | 215             | 2,812            | Quarterfinals lost to Simona Halep [2]     |
| 19        | 21       | Caroline Garcia          | 2,350              | 10          | 120             | 2,460            | Fourth round lost to Petra Kvitová [3]     |
| 20        | 17       | Garbiñe Muguruza         | 2,635              | 120         | 10              | 2,525            | Second round lost to Monica Niculescu [Q]  |
| 21        | 19       | Anett Kontaveit          | 2,465              | 10          | 390             | 2,845            | Semifinals lost to Ashleigh Barty [12]     |
| 22        | 23       | Jeļena Ostapenko         | 2,251              | 650         | 10              | 1,611            | Second round lost to Markéta Vondroušová   |
| 23        | 20       | Belinda Bencic           | 2,420              | 0           | 10              | 2,430            | Second round lost to Yulia Putintseva      |
| 24        | 29       | Carla Suárez Navarro     | 1,718              | 10          | 10              | 1,718            | Second round lost to Venus Williams        |
| 25        | 26       | Danielle Collins         | 1,851              | 420         | 65              | 1,496            | Third round lost to Wang Yafan             |
| 26        | 25       | Donna Vekić              | 1,875              | 65          | 65              | 1,875            | Third round lost to Petra Kvitová [3]      |
| 27        | 27       | Hsieh Su-wei             | 1,810              | 65          | 215             | 1,960            | Quarterfinals lost to Anett Kontaveit [21] |
| 28        | 28       | Lesia Tsurenko           | 1,806              | 10          | 0               | 1,796            | Withdrew due to right arm injury           |
| 29        | 31       | Camila Giorgi            | 1,705              | 10          | 10              | 1,705            | Second round lost to Tatjana Maria         |
| 30        | 32       | Mihaela Buzărnescu       | 1,650              | 10          | 10              | 1,650            | Second round lost to Alizé Cornet          |
| 31        | 33       | Anastasia Pavlyuchenkova | 1,565              | 65          | 10              | 1,510            | Second round lost to Viktória Kužmová      |
| 32        | 34       | Sofia Kenin              | 1,534              | 95          | 10              | 1,449            | Second round lost to Bianca Andreescu      |

### Rút lui
Những tay vợt dưới đây sẽ được xếp loại hạt giống, nhưng đã rút lui khỏi giải đấu.
| Xếp hạng | Tay vợt         | Điểm trước | Điểm bảo vệ | Điểm sau | Lý do                |
| -------- | --------------- | ---------- | ----------- | -------- | -------------------- |
| 30       | Maria Sharapova | 1,706      | 0           | 1,706    | Chấn thương vai phải |

### Vận động viên khác
Đặc cách:
- Olga Danilović
- Cori Gauff
- Caty McNally
- Mari Osaka
- Whitney Osuigwe
- Natalia Vikhlyantseva
- Wang Xinyu
- Wang Xiyu

Bảo toàn thứ hạng:
- Anna-Lena Friedsam

Vượt qua vòng loại:
- Misaki Doi
- Viktorija Golubic
- Nao Hibino
- Dalila Jakupović
- Kaia Kanepi
- Karolína Muchová
- Monica Niculescu
- Jessica Pegula
- Laura Siegemund
- Taylor Townsend
- Sachia Vickery
- Yanina Wickmayer

Thua cuộc may mắn:
- Polona Hercog
- Kristýna Plíšková

### Rút lui
Trước giải đấu
- Ekaterina Makarova → thay thế bởi  Sara Sorribes Tormo
- Maria Sharapova (chấn thương vai phải) → thay thế bởi  Margarita Gasparyan[7]
- Lesia Tsurenko → thay thế bởi  Polona Hercog
- Alison Van Uytvanck → thay thế bởi  Kristýna Plíšková

Trong giải đấu
- Serena Williams (chấn thương đầu gối trái)

### Bỏ cuộc
- Bianca Andreescu (chấn thương vai phải)

## Nội dung đôi WTA

### Hạt giống
| Quốc gia | Tay vợt            | Quốc gia | Tay vợt                     | Xếp hạng1 | Hạt giống |
| -------- | ------------------ | -------- | --------------------------- | --------- | --------- |
| CZE      | Barbora Krejčíková | CZE      | Kateřina Siniaková          | 3         | 1         |
| HUN      | Tímea Babos        | FRA      | Kristina Mladenovic         | 8         | 2         |
| TPE      | Hsieh Su-wei       | CZE      | Barbora Strýcová            | 20        | 3         |
| Hoa Kỳ   | Nicole Melichar    | CZE      | Květa Peschke               | 22        | 4         |
| CAN      | Gabriela Dabrowski | CHN      | Xu Yifan                    | 30        | 5         |
| AUS      | Samantha Stosur    | CHN      | Zhang Shuai                 | 35        | 6         |
| SLO      | Andreja Klepač     | ESP      | María José Martínez Sánchez | 38        | 7         |
| TPE      | Chan Hao-ching     | TPE      | Latisha Chan                | 39        | 8         |

- 1 Bảng xếp hạng vào ngày 4 tháng 3 năm 2019.

### Vận động viên khác
Đặc cách:
- Amanda Anisimova /  Alison Riske
- Victoria Azarenka /  Ashleigh Barty
- Lauren Davis /  Christina McHale

## Nhà vô địch

### Đơn nam
- Roger Federer đánh bại  John Isner, 6-1, 6-4

### Đơn nữ
- Ashleigh Barty đánh bại  Karolína Plíšková, 7–6(7–1), 6–3

### Đôi nam
- Bob Bryan /  Mike Bryan đánh bại  Wesley Koolhof /  Stefanos Tsitsipas, 7–5, 7–6(10–8)

### Đôi nữ
- Elise Mertens /  Aryna Sabalenka đánh bại  Samantha Stosur /  Zhang Shuai, 7–6(7–5), 6–2